# مسجد بالاسر
مسجد بالاسَر مسجدی در مشهد است که کهن‌ترین بخش از حرم امام رضاست؛ جای خاکسپاری علی بن موسی و هارون‌الرشید در این مسجد از زیارتگاه‌های شیعیان و سنیان است. در غرب ضریح جای گرفته، به رواق دارالسیاده وصل است. هشت متر درازا، چهار و نیم متر عرض و ده متر درازا دارد، کف و ازاره‌های آن با سنگ مرمر پوشیده شده و دیوار و سقف آن، کاشی‌کاری معرقی دارد. 

پیشینهٔ آن به سال ۴۲۵ ه‍.ق/۱۰۳۳م، دورهٔ غزنوی برمی‌گردد و اکنون دارای سه صفهٔ شرقی، غربی و شمالی است که صفهٔ شرقی آن به آرامگاه وصل می‌باشد. محراب این مسجد در ضلع جنوبی جای داشته، در تعمیرات در سال‌ها ۱۳۴۲ تا ۱۳۴۴خ برداشته و به موزهٔ آستان قدس رضوی منتقل شد.

## نگارخانه

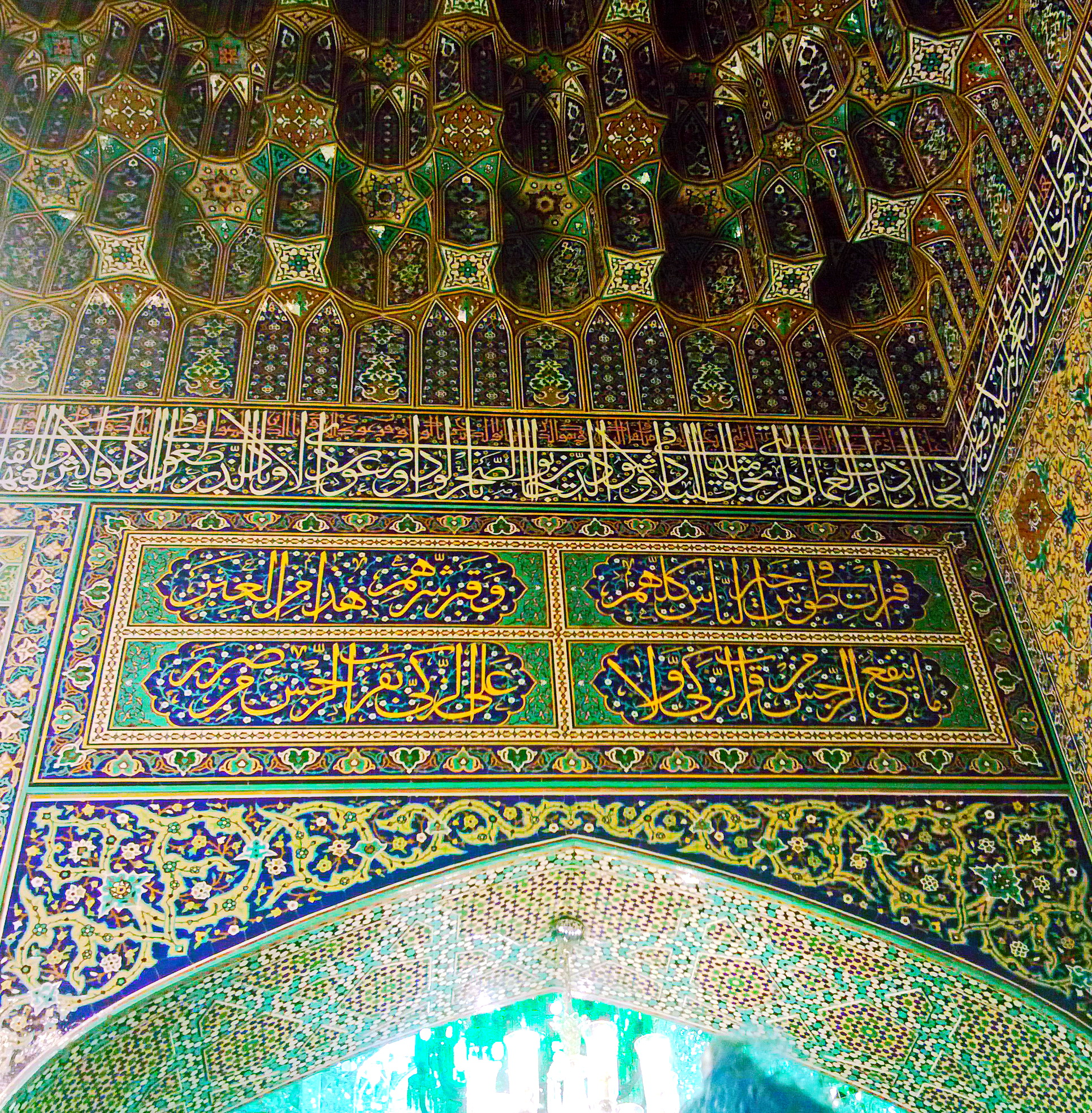
کاشی‌کاری دو بیت از قصیدهٔ دعبل خزاعی در دیوارهای مسجد بالاسر